# Gad Rechlis
Gad Rechlis (russisch Гад (Геннадий) Рехлис; * 5. Februar 1967 in Chișinău) ist ein israelischer Schachspieler.
Die israelische Einzelmeisterschaft konnte er 1988 gewinnen. Er spielte für Israel bei zwei Schacholympiaden: 1988 und 1990. Außerdem nahm er an der europäischen Mannschaftsmeisterschaft (1989) teil.
Im Jahre 1986 wurde ihm der Titel Internationaler Meister (IM) verliehen. Der Großmeister-Titel (GM) wurde ihm 1990 verliehen.
| Hier fehlt eine Grafik, die leider im Moment aus technischen Gründen nicht angezeigt werden kann. Wir arbeiten daran! |